# نوویوشینو
نوویوشینو (به لاتین: Novoiushino) یک منطقهٔ مسکونی در روسیه است که در سرزمین آلتای واقع شده‌است.